# Champagne Charlie
Champagne Charlie és una pel·lícula estatunidenca dirigida el 1936 pel director James Tinling, en una decoració dels anys 1860.

## Argument
La història es narra en flashback. Els seus companys volen que un jugador es casi amb una noia rica per la seva dot.

## Repartiment
- Paul Cavanagh: Charlie Cortland
- Helen Wood: Linda Craig
- Thomas Beck: Tod Hollingsworth
- Minna Gombell: Lillian Wayne
- Herbert Mundin: Mr. James Augustus Fipps
- Noel Madison: Pedro Gorini
- Montagu Love: Ivan Suchine